# Mary Buckland
Mary Buckland, nascuda com a Mary Morland, (Abingdon-on-Thames, Berkshire, UK, 20 de novembre de 1797 - Islip, Oxfordshire, UK, 30 de novembre de 1857) va ser una naturalista, geòloga i il·lustradora científica britànic]a.

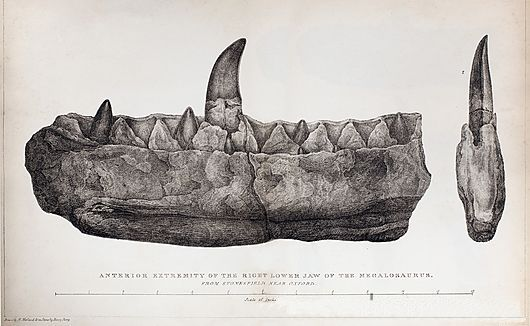
Exemple d'il·lustració científica de Mary Buckland, en aquest cas restes d'un megalosaure.

Filla gran de Benjamin Morland (1768-1833), advocat i membre de la família cervesera West Ilsley, i de la seva esposa, Harriet Baster (1777-1799), començà la seva carrera de jove, realitzant il·lustracions i proporcionant espècimens per a Georges Cuvier, considerat com el fundador de la paleontologia, així com per al geòleg britànic William Conybeare. Quan el 1925 es va casar amb el professor d'Oxford William Buckland (1784-1856), un respectat teòleg i naturalista reconegut, considerat com un dels fundadors de la geologia, ella ja era una distingida naturalista. El prestigi d'aquesta dona com a geòloga era prou conegut com perquè Buckland, tretze anys més gran que ella, en un moment de la seva carrera desitgés entrevistar-la amb la finalitat de discutir junts alguns dels seus descobriments. El viatge de nuvis va consistir en una excursió de gairebé un any de durada per tot Europa. Junts van recórrer diversos països europeus buscant restes de la prehistòria, que sistematitzaven i ella dibuixava en àlbums amb gran precisió. Van inculcar aquesta passió als seus nou fills, entre els quals destaca Francis Trevelyan Buckland. Dins la seva extensa col·lecció, els exemplars més valuosos són restes de dinosaures. A partir d'aquest moment, Mary va ser la companya del seu marit en nombroses expedicions geològiques i va col·laborar intensament amb ell en la identificació i reconstrucció de gran part dels fòssils que van recollir, així com en la il·lustració i redacció de la seva àmplia obra. Va aconseguir recopilar una col·lecció de fòssils, els espècimens de la qual van tenir un gran valor científic. També va exercir com a professora a una escola rural d'Islip, a prop de la casa de camp de la família. Va fer maquetes de fòssils i va etiquetar fòssils per al Museu d'Història Natural de la Universitat d'Oxford, on actualment es troben gran part de les seves reconstruccions de fòssils. També estudià zoòfits marins i va reparar fòssils trencats seguint les instruccions del seu marit.
La qualitat de les il·lustracions de Mary i el seu bon ull per a la detecció i autentificació de restes van fer que diversos científics s'interessin pel seu treball. Georges Cuvier, per exemple, la va contractar per acompanyar-lo en alguns treballs de camp. També va ser empleada del geòleg William Conybeare, d'un museu d'Oxford i va donar classes en una escola rural, on introduïa experiments i maquetes per transmetre l'interès per la ciència.
La seva feina de divulgació es plasma en els escrits a quatre mans amb el seu marit, molts d'ells admesos a revistes de prestigi. En ells barrejaven observacions de la natura amb reflexions filosòfiques sobre el seu ordre i sentit. L'ajudava igualment a preparar les seves conferències, que van obrir al matrimoni els cercles de la política per la seva popularitat.